# Wagga Wagga, New South Wales
Wagga Wagga (phát âm /ˈwɒɡəˈwɒɡə/ "wogga wogga", informally called Wagga) là một thành phố ở New South Wales, Australia. Thành phố nằm hai bên sông Murrumbidgee, với dân số thành thị là 46.735 người, Wagga Wagga là thành phố không giáp biển lớn nhất bang, và là thành phố không giáp biển lớn thứ năm của Úc. Đây là một trung tâm nông nghiệp, quân sự và giao thông quan trọng của Úc. Thành phố tọa lạc ở trung độ giữa hai thành phố lớn nhất của Úc là Sydney và Melbourne, và là trung tâm của các khu vực Riverina và South West Slopes.
Trong quá trình đàm phán để thành lập liên bang các thuộc địa Úc, Wagga Wagga đã được xem là một lựa chọn cho thủ đô quốc gia mới. Sau thế chiến 2, Wagga Wagga được tuyên bố là thành phố vào năm 1946 và các khu ngoại ô đã được phát triển ở phía nam thành phố. Năm 1982, thành phố này đã được hợp nhất với Kyeamba và Mitchell Shires để lập khu vực chính quyền địa phương thành phố Wagga Wagga.
Wagga Wagga là nơi đóng trụ sở của Tổng giáo phận Wagga Wagga, với nhà thời chính là Giáo đường St Michael.

## Khí hậu
Wagga Wagga có khí hậu ôn hòa với mùa hè khô nóng và mùa đông mát lạnh. Theo hệ phân loại Köppen, thành phố có khí hậu cận nhiệt đới ẩm (Cfa) với ảnh hưởng bán khô hạn.
| Dữ liệu khí hậu của Wagga Wagga           | Dữ liệu khí hậu của Wagga Wagga | Dữ liệu khí hậu của Wagga Wagga | Dữ liệu khí hậu của Wagga Wagga | Dữ liệu khí hậu của Wagga Wagga | Dữ liệu khí hậu của Wagga Wagga | Dữ liệu khí hậu của Wagga Wagga | Dữ liệu khí hậu của Wagga Wagga | Dữ liệu khí hậu của Wagga Wagga | Dữ liệu khí hậu của Wagga Wagga | Dữ liệu khí hậu của Wagga Wagga | Dữ liệu khí hậu của Wagga Wagga | Dữ liệu khí hậu của Wagga Wagga | Dữ liệu khí hậu của Wagga Wagga |
| Tháng                                     | 1                               | 2                               | 3                               | 4                               | 5                               | 6                               | 7                               | 8                               | 9                               | 10                              | 11                              | 12                              | Năm                             |
| ----------------------------------------- | ------------------------------- | ------------------------------- | ------------------------------- | ------------------------------- | ------------------------------- | ------------------------------- | ------------------------------- | ------------------------------- | ------------------------------- | ------------------------------- | ------------------------------- | ------------------------------- | ------------------------------- |
| Cao kỉ lục °C (°F)                        | 46.1 (115.0)                    | 45.2 (113.4)                    | 39.5 (103.1)                    | 35.8 (96.4)                     | 28.7 (83.7)                     | 23.2 (73.8)                     | 23.2 (73.8)                     | 26.6 (79.9)                     | 32.9 (91.2)                     | 36.3 (97.3)                     | 42.8 (109.0)                    | 43.2 (109.8)                    | 46.1 (115.0)                    |
| Trung bình ngày tối đa °C (°F)            | 31.9 (89.4)                     | 31.0 (87.8)                     | 27.7 (81.9)                     | 22.6 (72.7)                     | 17.4 (63.3)                     | 13.9 (57.0)                     | 12.8 (55.0)                     | 14.5 (58.1)                     | 17.7 (63.9)                     | 21.7 (71.1)                     | 25.9 (78.6)                     | 29.6 (85.3)                     | 22.2 (72.0)                     |
| Tối thiểu trung bình ngày °C (°F)         | 16.4 (61.5)                     | 16.4 (61.5)                     | 13.5 (56.3)                     | 9.2 (48.6)                      | 5.9 (42.6)                      | 3.7 (38.7)                      | 2.8 (37.0)                      | 3.5 (38.3)                      | 5.1 (41.2)                      | 7.8 (46.0)                      | 10.9 (51.6)                     | 14.0 (57.2)                     | 9.1 (48.4)                      |
| Thấp kỉ lục °C (°F)                       | 3.4 (38.1)                      | 2.3 (36.1)                      | 2.6 (36.7)                      | −2.1 (28.2)                     | −4.4 (24.1)                     | −5.2 (22.6)                     | −6.3 (20.7)                     | −5.4 (22.3)                     | −3.8 (25.2)                     | −2.2 (28.0)                     | −0.2 (31.6)                     | 3.4 (38.1)                      | −6.3 (20.7)                     |
| Lượng Giáng thủy trung bình mm (inches)   | 40.1 (1.58)                     | 40.2 (1.58)                     | 44.6 (1.76)                     | 39.7 (1.56)                     | 50.6 (1.99)                     | 50.4 (1.98)                     | 54.1 (2.13)                     | 50.7 (2.00)                     | 48.8 (1.92)                     | 55.8 (2.20)                     | 46.5 (1.83)                     | 46.1 (1.81)                     | 571.5 (22.50)                   |
| Số ngày giáng thủy trung bình             | 5.5                             | 5.3                             | 5.6                             | 6.7                             | 9.2                             | 11.3                            | 13.6                            | 12.9                            | 10.4                            | 9.3                             | 7.5                             | 6.3                             | 103.6                           |
| Độ ẩm tương đối trung bình buổi chiều (%) | 29                              | 33                              | 35                              | 43                              | 56                              | 64                              | 65                              | 59                              | 54                              | 46                              | 36                              | 30                              | 46                              |
| Số giờ nắng trung bình ngày               | 10.8                            | 10.1                            | 9.3                             | 8.2                             | 6.3                             | 4.6                             | 4.8                             | 6.4                             | 7.6                             | 9.2                             | 9.7                             | 10.4                            | 8.1                             |
| Nguồn:                                    |                                 |                                 |                                 |                                 |                                 |                                 |                                 |                                 |                                 |                                 |                                 |                                 |                                 |